# The Simple Life
The Simple Life är en amerikansk reality-TV-serie som sändes under fem säsonger mellan 2 december 2003 och 5 augusti 2007. I serien får tittaren följa två bortskämda, snobbiga och rika tjejer (Paris Hilton och Nicole Richie) som vanligtvis rör sig i glamorösa innekretsar, men som nu får åka omkring på landet och utföra lågbetalda jobb som att städa, arbeta på bondgård och jobba på hamburgerrestauranger.
I första säsongen tillbringar tjejerna en tid hos en jordbruksfamilj i Arkansas, i den andra åker de på husvagnssemester runt i USA och i den tredje åker de runt med en Greyhoundbuss i USA och utför olika jobb.